# Владислав Стжемињски
Владислав Стшемински (пољ. Władysław Strzemiński; Минск, 21. новембар 1893 − Лођ, 26. децембар 1952) био је пољски сликар пореклом из Белорусије. Поред сликарства, бавио се теоријом уметности и подучавањем из области конструктивизма. Такође је и створио уметнички правац унизам.

## Биографија
Рођен је у Минску као најстарије од троје деце. Године 1911. је завршио кадетску школу Александар II и исте године је уписао Војну академију у Петрограду где је дипломирао 1914. године са чином инжењера поручника.
Током Првог светског рата, учествовао у војним операцијама на територији данашње Пољске и Белорусије. 1916. године близу града Першаи је био тешко рањен те му је ампутирана једна нога и једна рука и имао је проблема са очима. То је проузроковало да не настави са војном каријером. За заслуге на бојном пољу примио је ред светог Ђорђа. У болници је упознао и своју будућу супругу - Катажину Кобро.
Почео је студирати на Школи ликовних уметности у Москви, али није дипломирао. Потом је постао асистент Казимира Маљевича на Школи ликовних уметности у Витебску.
Године 1922. вратио се у Пољску и населио се са својом супругом Катажином Кобро, у покрајини, успостављајући контакт са представницима нове авангарде у Пољској. У то време он је још увек био под утицајем Маљевичеве мисли (с обзиром на то да је имао креативан став према њој, сматрао је да су геометријске форме суспендоване на равној позадини сувише динамичне), и у његовој уметности је постојао снажан утицај конструктивистичке уметности. Стжемињскије 1920-их радио на својој теорији, коју је објавио 1927. под именом унизам.
1928. године је основао уметничку групу Ар.
1931. се са ћерком настањује у место Лођ у Пољској и учлањује се у Удружењу пољских ликовних уметника. Следеће године је освојио престижну награду овог удружења .
Године 1945. постаје предавач на Државној високој школи ликовних уметности у Лођу, чији је био суоснивач. Исте године поклонио је своје уметничко наслеђе Музеју уметности у Лођу . Године 1950. Стжемињски је отпуштен са Академије ликовних уметности на препоруку Министарства културе и уметности на оптужбама да не поштује доктрину социјалистичког и комунистичког реализма. У том периоду се и раставио од супруге Катажине. Тако је остао потпуно без прихода.
Стжемињскије умро од глади као жртва комунистичког система у Народној Републици Пољској, јер уметници нису смели да се противе социјалистичком реализму. Међутим, туберкулоза је била директан узрок смрти. У последњем периоду свог живота, већ у болници, уз помоћ групе бивших студената, развио је књигу Теорија визије (објављена тек постхумно 1958. године).

## Уметност Стжемињског
Полазећи од појма "организам", схваћеног као различитост сваке области уметничке делатности која проистиче из њене природе, Владислав је формулисао 1927. теорију унизма у односу на сликарство. Општи принцип је био услов јединства дела лишеног свих страних елемената у области уметничког стваралаштва и које је функционисало само са својим јединим средствима. Од сликарства, Стжемињски је постепено елиминисао контраст, динамику и илузију простора - ограничио је број композицијских елемената, палету боја. У каснијим годинама, теорија везана за унизам, такође заснована на концепту органскости, укључивала је архитектуру, скулптуру и типографију. Значајне разлике између ових теорија узроковане су различитошћу субјекта интереса у појединим областима. Ритам који је проистекао из константних репетитивних пропорција заснованих на калкулацијама нумеричког односа имао је основну улогу у све три области. Стжемињски је већ експериментисао са таквом математичком методом у сликарству, на сликама под називом "архитектонске композиције".
1948. је дизајнирао Неопластичну собу која је била инсталирана у Музеју у Лођу. Међутим, због несугласица са тадашњом идеологијом, поставка је уништена 1950. године као непримерена.